# São Bento Abade
São Bento Abade é um município brasileiro do estado de Minas Gerais.

## História

### Primeiros habitantes
Padre Jose Bento Ferreira de Toledo teria sido o primeiro colonizador de origem europeia a habitar nestas paragens, em 1752. Foi ele o primeiro povoador e iniciador do povoado. Em 1794, dez anos após a morte de Padre Bento, foi construída a primeira casa do futuro povoado pelo Sr. Manoel Francisco Ferreira. Em seguida se instala neste lugar o Capitão Manoel Joaquim Alvarez.[carece de fontes?]

### Origem do topônimo
Acredita-se que a origem toponímica se deve à devoção de seu povoador ao eremita "São Bento", chegando a construir na sua Fazenda Campo Belo uma ermida dedicada ao santo. Mais tarde aquele lugar seria conhecido como Povoado de São Bento, conservando este nome até quando passou a distrito. Foi emancipado com a denominação de São Bento Abade a fim de distingui-lo daqueles municípios cujos nomes lhes eram semelhantes.[carece de fontes?]

### Emancipação
A História de São Bento Abade se inicia com a sesmaria de Padre Jose Bento Ferreira de Toledo no "Deserto Dourado", em 1752, instalando a sede da Fazenda São Bento do Campo Belo, onde hoje localiza-se o perímetro urbano. Em 17 de dezembro de 1938, com o Decreto Lei nº 148, foi elevado a "distrito", com a denominação de "São bento", pertencente a Carmo da Cachoeira. Em 31 de dezembro de 1945 teve seu nome mudado para "Eremita". A Lei nº 2.764, de 30 de dezembro de 1962, criou o Município com a nova denominação de "São BENTO ABADE", sendo o seu território desmembrado do município de Carmo da Cachoeira.
- Fundação: 30 de dezembro de 1962 (62 anos)

Vide histórico completo na :«Página da prefeitura»

## Geografia

### Georreferenciamento
Município: * http://commons.wikimedia.org/wiki/Image:S%C3%A3o_Bento.jpg Em falta ou vazio |título= (ajuda)Malha Rodoviária: * http://wikimapia.org/#lat=-21.5801487&lon=-45.0771403&z=16&l=9&ifr=1&m=h Em falta ou vazio |título= (ajuda) Obs: Diminuir a imagem (menos zoom) para visualizar.

### Municípios limítrofes
Municípios vizinhos: Carmo da Cachoeira, Três Corações, São Thomé das Letras, Luminárias 
Rede Urbana Local: * http://commons.wikimedia.org/wiki/File:Rede_Local.jpg Em falta ou vazio |título= (ajuda)

### Hidrografia
São Bento Abade está situada sobre o divisor de águas das Bacias Hidrográficas do Rio Verde e do Rio Grande.
O Rio do Cervo, que faz a divisa leste com o município de Luminárias é afluente da margem esquerda do Rio Grande e sai pela divisa Norte do Município nas coordenadas 21° 30' 02" S e 45° 03' 52" W. 
Na altura das coordenadas 21° 33' 16" S e 45° 06' 37" na divisa de oeste com o município de Três Corações, o modelado do terreno sugere que os cursos de água temporários e o escoamento superficial estão direcionados para a Microbacia Hidrográfica do Rio do Peixe, tributária da margem direita do Rio Verde.